# EMD SD39
SD39 — американский шестиосный тепловоз с мощностью по дизелю 2300 л.с. и выпускавшийся заводом Electro-Motive Diesel с августа 1968 по май 1970 года.

## История
В 1966 году компания Electro-Motive Diesel представила линейку новых перспективных моделей тепловозов в разных вариантах мощностей и числа осей (4-х и 6-осные), на которых были применены новые двигатели модели 645 (созданы на базе дизеля 567). Это были капотные тепловозы максимально унифицированные по конструкции, вплоть до одинаковых кузовов и кабин. Из шестиосных тепловозов были представлены:
- SD38 — мощность 2150 л.с. или 1490 кВт (16-цилиндровый EMD-645)
- SD40 — мощность 3300 л.с. или 2240 кВт (16-цилиндровый EMD-645 с турбонаддувом)
  - SDP40 — пассажирская модификация SD-40, оборудован паровым котлом для поездного отопления
- SD45 — мощность 3800 л.с. или 2680 кВт (20-цилиндровый EMD-645 с турбонаддувом)

В 1968 году в этот список был включён тепловоз SD39. Как и на SD40 и SD45, на нём был применён дизель EMD 12-645-E3 с турбонаддувом. Однако мощность его составляла лишь 2300 л.с. или 1720 кВт, что было получено путём сокращения числа цилиндров до 12. Таким образом, у SD39 был самый лёгкий двигатель из всех тепловозов линейки, что в свою очередь привело к тому, что у него был самый большой объём неиспользуемого пространства кузова.
Специально для Milwaukee Road компания EMD выпустила небольшую партию тепловозов SDL39, которые были созданы на базе SD39, но имели меньшую длину и вес. Также компанией выпускался четырёхосный GP39, который по конструкции был унифицирован с SD39.
Как и SD38, недостаточно мощные SD39 не получили широкого распространения. В 1972 году компания представила его модернизированную версию — SD39-2, однако покупателей на эту модель не нашлось. Тем не менее, многие ранее выпущенные SD39 впоследствии были обновлены до данной модели.

## Эксплуатация
Всего было выпущено 54 тепловоза SD39, которые все поступили на североамериканские железные дороги.
| Дорога                                       | Число | Нумерация   | Примечания                                                             |
| -------------------------------------------- | ----- | ----------- | ---------------------------------------------------------------------- |
| Atchison, Topeka and Santa Fe Railway        | 20    | 4000 — 4019 |                                                                        |
| Illinois Terminal Railroad                   | 6     | 2301 — 2306 | В настоящее время SD39 BM 690, бывший 2301 работает на Pan Am Railways |
| Minneapolis, Northfield and Southern Railway | 2     | 40 — 41     | № 40 ныне работает на Progressive Rail                                 |
| Southern Pacific Transportation Company      | 26    | 5300 — 5325 |                                                                        |
| Всего                                        | 54    |             |                                                                        |